# Herman af Aversa
Herman af Aversa, var den fjerde greve af Aversa, (1048-1049). Han var kun et barn, da hans far, grev Rainulf 2. døde, og der blev dannet et regentskab for ham. Grevskabets ledelse blev overdraget til hans fars fætter Richard. Richard var en ambitiøs slagsbror – faktisk sad han i fængsel for plyndring, da han blev valgt – og det lykkedes ham på kort tid at få Herman til at forsvinde ud af historien, hvorefter han selv overtog grevskabet .

## Eksterne links
- Sicily/Naples, Nobility (Conti d'Aversa)

| Foregående: Rainulf 2. | Greve af Aversa 1048-1049 | Efterfølgende: Richard 1. |